# Geophonus
Geophonus, en ocasiones erróneamente denominado Ceophonus o Geoponus, es un género de foraminífero bentónico considerado un sinónimo posterior de Elphidium de la subfamilia Elphidiinae, de la familia Elphidiidae, de la superfamilia Rotalioidea, del suborden Rotaliina y del orden Rotaliida. Su especie tipo era Nautilus macellus var. α. Su rango cronoestratigráfico abarcaba el Holoceno.

## Clasificación
Geophonus incluía a las siguientes especies:
- Geophonus areolatus
- Geophonus borealis
- Geophonus stellaborealis
- Geophonus zeuglodontis